# Ольга Шильганова
Ольга Шильганова (чеськ. Olga Šilhánová, 21 грудня 1920, Високе-над-Їзерою, Ліберецький край — 27 серпня 1986, Прага) — чехословацька гімнастка, олімпійська чемпіонка.

## Біографічні дані
На Олімпіаді 1948 Ольга Шильганова зайняла 1-ше місце в командному заліку. В індивідуальному заліку вона зайняла 26-те місце. Також зайняла 11-те місце у вправах на кільцях, 32-е місце у вправах на колоді, і була 48-ю в опорному стрибку.